# WZ-111

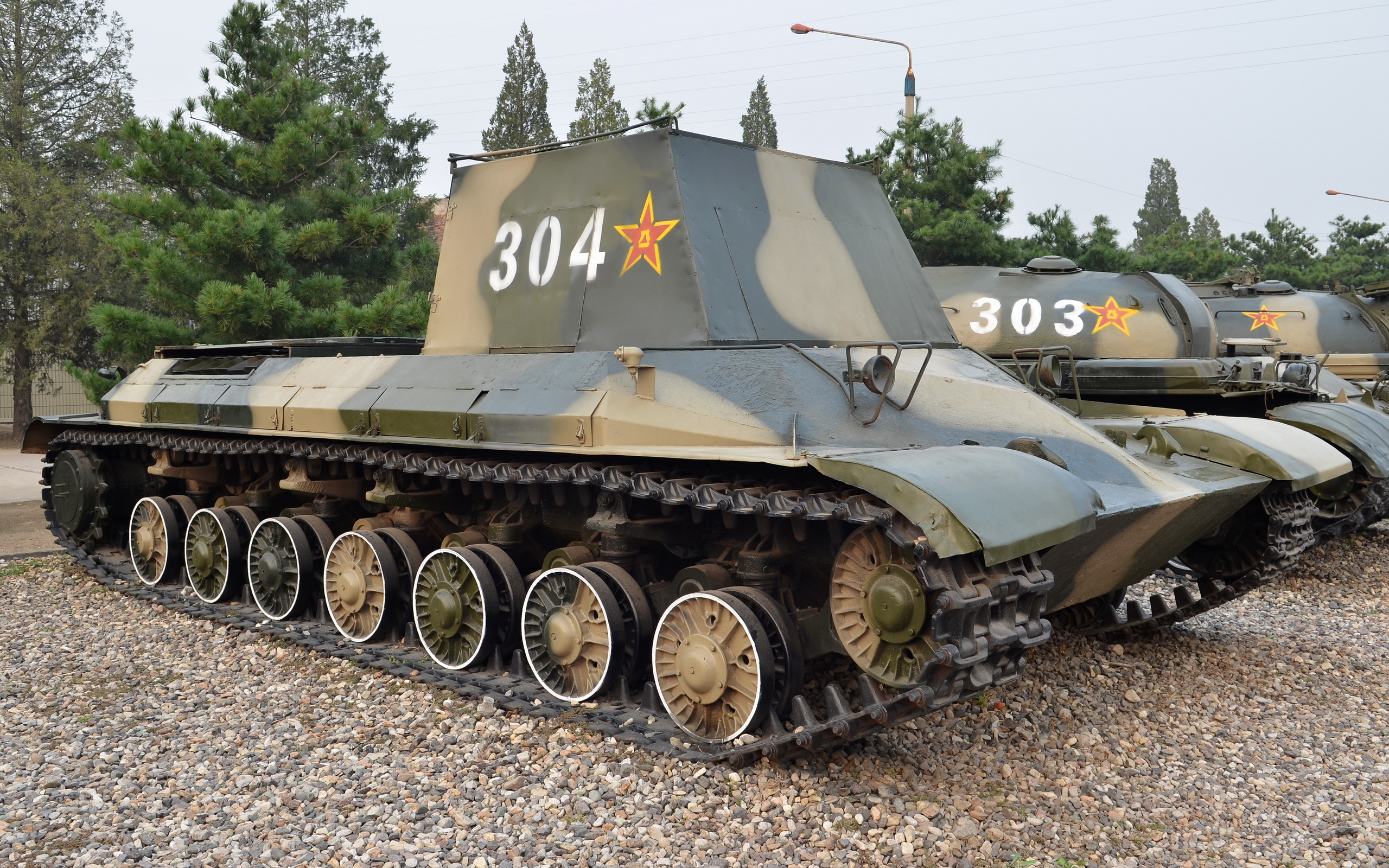
WZ-111 испытание опытных образцов

WZ-111 — китайский опытный тяжелый танк. В 1960-х был выпущен 1 опытный танк и несколько опытных шасси. На вооружении не состоял.

## История создания и производства
WZ-111 был создан после начала программы по обновлению танкового парка НОАК как замена советским танкам ИС-2 и ИС-3, он создавался из узлов этих танков как аналог Т-10.
Этот тяжелый танк оказался неудачным, чему было несколько основных причин:
- Тяжелая и тесная башня, из-за которой не удалось правильно скомпоновать боевое отделение.
- Недостаточная жесткость корпуса
- Слабый двигатель.

Эти недостатки исправить не удалось, поэтому в 1964 году разработку танка закрыли. До этого прошли интенсивные пробеговые испытания машины, представлявшей собой полноценный бронекорпус и шасси WZ-111, на крышу которой вместо башни была установлена рубка из плоских стальных листов. Он сохранился до наших дней и находится в музее бронетехники НОАК

## Модернизации
- WZ-111 model 1 — базовый вариант, выпущено несколько шасси, имел 122 мм орудие Д-25Т.
- WZ-111 model 2, с 122мм Д-25ТА
- WZ-111 model 3, с 122мм Д-25ТС
- WZ-111 model 4, с 122mm 60-122T
- WZ-111 model 5, с 130mm 59-130T
- WZ-111 model 5А, как с 130mm 59-130ТA, так и с 122mm 60-122T
- WZ-111 model 6 — возможно это интернет миф, так как никаких доказательств существования этого танка даже на чертежах нет.
- WZ-113 — проект замены WZ-111, было построено 1 шасси без башни, дальнейшая его история не известна.

## Описание конструкции

### Броневой корпус и башня
Корпус танка сваривался из катаных броневых листов толщиной 120, 130, 90, 60 мм. Лобовые листы корпуса устанавливались с двойным наклоном под большим углом к вертикали (так называемый «щучий нос»).
Башня — литая, приплюснутой полусферической формы с дифферентным бронированием, крыша вваренная. В крыше башни имелись два люка для экипажа и перископические приборы наблюдения.

### Вооружение
Главным оружием танка WZ-111 являлась 121,92-мм танковая пушка-копия советской Д-25Т, но с эжектором на стволе. В боекомплект пушки должны были входить 122-мм выстрелы раздельного заряжания с бронебойными, фугасными и кумулятивными снарядами, созданными по советским образцам.
| Боеприпасы танковой пушки Д-25Т                                           |             |                    |                   |                         |
| Тип                                                                       | Обозначение | Масса выстрела, кг | Масса снаряда, кг | Начальная скорость, м/с |
| Бронебойный трассирующий тупоголовый снаряд с баллистическим наконечником | БР-471Б     | 45,96              | 26,1              | 795                     |
| Осколочно-фугасная граната                                                | ОФ-471      | 47,76              | 27,3              | 234                     |

Бронебойный снаряд Д-25Т пробивал на дистанции 1000 м около 150 мм брони при угле встречи 90°.
Дополнительное вооружение — два крупнокалиберных 14,5-мм пулемёта «Тип 56» (копия советского КПВТ) —- один спаренный с пушкой, второй —- на турели над люком заряжающего.

### Двигатель и трансмиссия
В кормовой части корпуса танка расположено моторно-трансмиссионное отделение. Китайцы установили на танк форсированный двигатель В-54, благодаря чему его мощность выросла с 580 до 750 л. с.
В состав трансмиссии, аналогичной танкам ИС, входили: многодисковый главный фрикцион сухого трения, восьмискоростная коробка передач с демультипликатором, планетарные механизмы поворота и бортовые передачи

### Ходовая часть
Ходовая часть WZ-111 состояла из семи опорных катков с внутренней амортизацией, трёх поддерживающих катков, ведущего колеса заднего расположения со съёмными зубчатыми венцами и направляющего колеса. Подвеска опорных катков — индивидуальная торсионная.

## В массовой культуре
Присутствуют в играх World of Tanks и World of Tanks blitz, как просто WZ-111 — премиум тяжёлый танк восьмого уровня, так и WZ — 111 модель 4 прокачиваемый тяжёлый танк девятого уровня, и WZ-111 Model 5A последователь модели 4, а в World of Tanks blitz 5А коллекционный тяжёлый танк десятого уровня.